# 大衛·奧克斯
罗万·大衛·歐克斯（Rowan David Oakes，1983年10月14日—）是英國的一位電影、電視和劇場演員。他的父母分別是英國國教會的法政牧師和職業音樂家。